# Prégilbert
Prégilbert é uma comuna francesa na região administrativa de Borgonha-Franco-Condado, no departamento de Yonne. Estende-se por uma área de 6,73 km². Em 2010 a comuna tinha 182 habitantes (densidade: 27 hab./km²).